# Kayu Manis (Matraman)
Kayu Manis is een plaats (wijk) - (kelurahan) in het bestuurlijke gebied Matraman, Jakarta Timur (Oost-Jakarta) in de provincie Jakarta, Indonesië.  De plaats telt 23.761 inwoners (volkstelling 2010).